# Parque paleontológico Bryn Gwyn

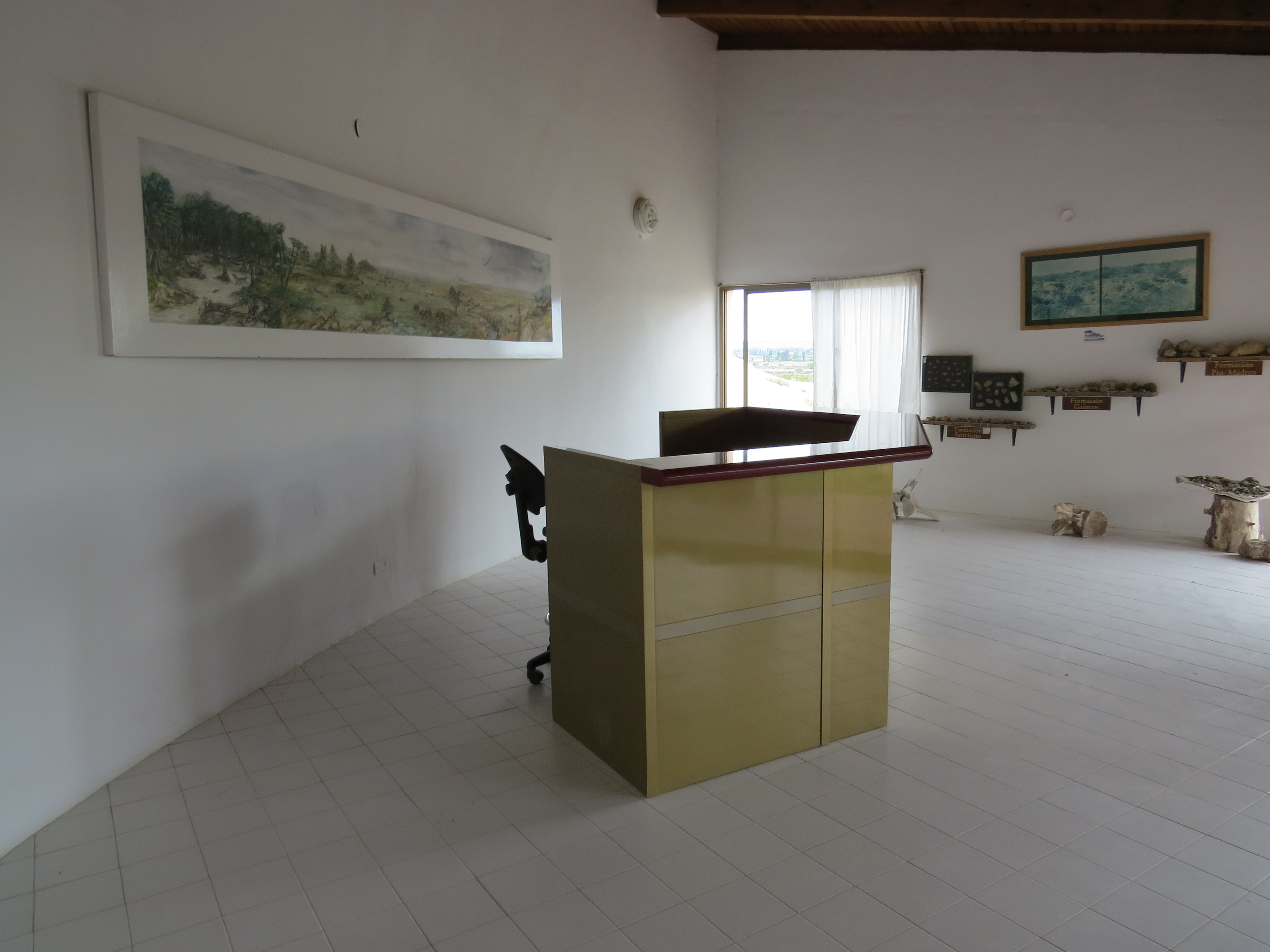
Vista de la estación de campo

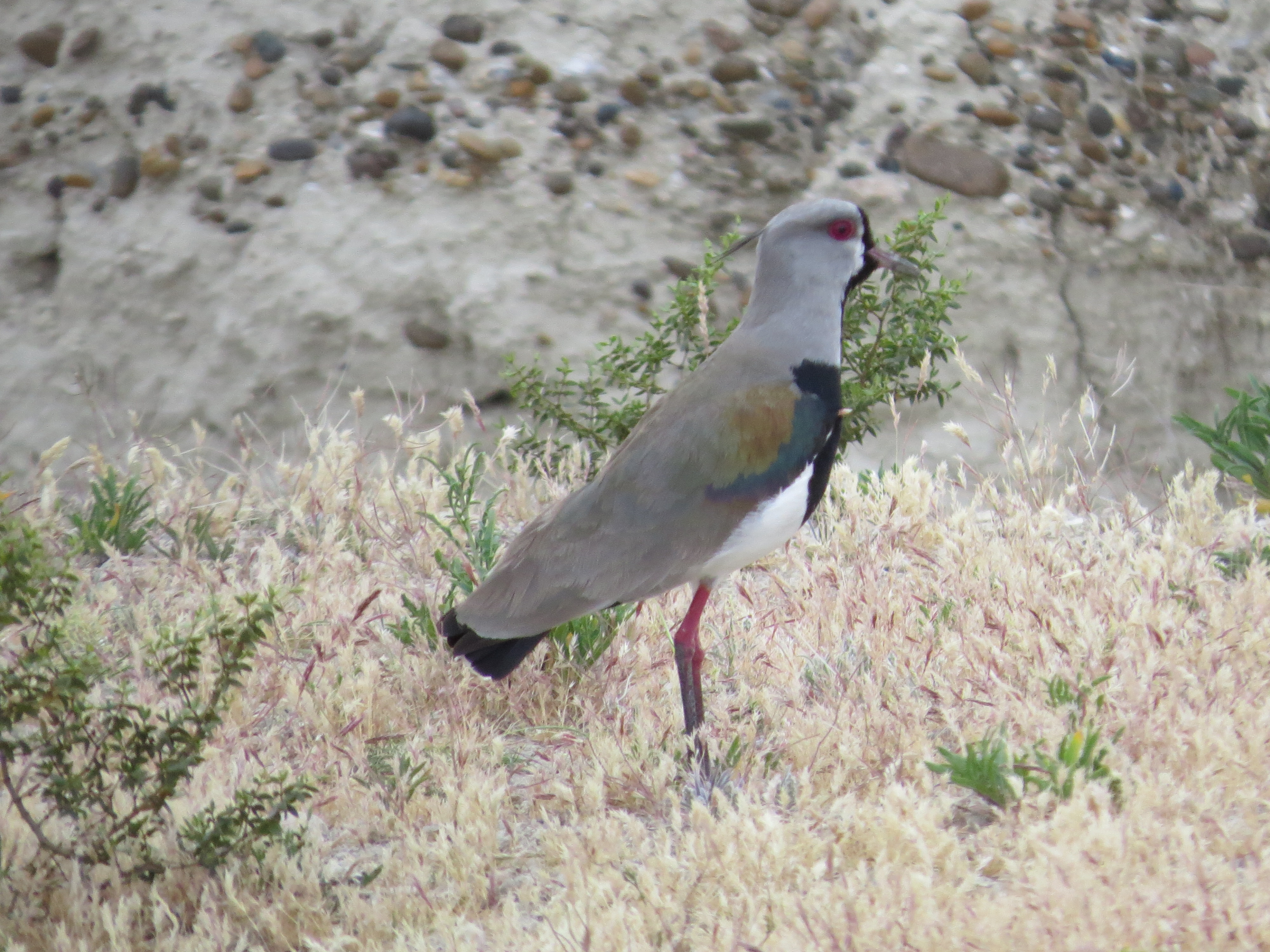
Un tero en el parque

El Parque paléontológico Bryn Gwyn es una zona natural de yacimientos fósiles ubicada en el área del mismo nombre, a 7 km al sur de Gaiman y al oeste de Trelew, en el Valle inferior del río Chubut en la Patagonia Argentina.  Allí podrá observar fósiles, parcialmente expuestos, de ejemplares hallados por los investigadores a lo largo de los años. El parque forma parte del Museo Paleontológico Egidio Feruglio. Se accede desde la ruta provincial 7.
Se halla en la zona rural de Bryn Gwyn (que en galés significa loma blanca), en la barda sur del valle. Además, cerca del parque se halla una escuela agrotécnica con el mismo nombre.

## Características
Este parque es único en su tipo en Sudamérica. Cuenta con un centro de interpretación, servicios (agua potable, sanitarios, snack bar, sala de usos múltiples y estacionamiento) y visitas guiadas, con senderos que se elevan por la meseta recorriendo la historia fósil de la Patagonia abarcando desde los últimos 40 millones de años (cuando la zona era una sabana arbolada) hasta los 10 000 años (cuando se formó el río Chubut), atravesando estratos de distintas formaciones geológicas (Formaciones Sarmiento, Gaiman, Madryn y Rodados Patagónicos). Los fósiles aquí exhibidos relatan una historia de cambios geológicos y climáticos que afectaron la región desde mediados del Paleógeno hasta la actualidad. Su paisaje se alterna entre los bad lands de la árida estepa y el verde del valle inferior.
El sitio fue reconocido y analizado geológica y paleontológicamente ya desde principios del siglo XX por investigadores como Florentino Ameghino, George Gaylord Simpson y Egidio Feruglio. Es considerado uno de los lugares con reservas fósiles clásicas de la era cenozoica de la Patagonia.
El parque pertenece a la ecorregión terrestre estepa patagónica.

## Estratigrafía
- Formación Sarmiento: se originó hace 40 millones de años, cuando la región era similar una sabana africana. Aquí se hallaron restos de una gran variedad de mamíferos terrestres que habitaban la región. También se hallaron fósiles de nidos de avispas (Chubutolithes gaimanensis) y otras trazas fósiles.[3]
- Formación Gaiman: de 23 millones de años, se pueden observar fósiles de tiburones, pingüinos, delfines carnívoros y ballenas.
- Formación Madryn: de entre 10 y 12 millones de años, cuenta con fósiles de algunas focas, ostras y otros mamíferos marinos.
- Rodados Patagónicos: también denominados Tehuelches, poseen unos 100 000 años de antigüedad. Son gravas de origen fluvial y glaciar compuestas por cantos de cuarzo y vidrio volcánico con una matriz rica en carbonato cálcico. Constituyen un nivel muy continuo de aproximadamente un metro de espesor discordante sobre los niveles anteriores. La estructura interna de estos sedimentos es desordenada, principalmente debido a procesos criogénicos coetáneos y posteriores a la sedimentación.[3][4]
- Por encima de los Rodados Patagónicos pueden aparecer sedimentos eólicos holocenos.[4]

## Flora
Hay tres zonas fitogeográficas: 
- Peladales o bad lands, con ejemplares de mata mora y botón de oro.
- Estepa arbustiva, donde se encuentran especies de Ameghinoa patagonica, Chuquiraga avellanedae y mata laguna.
- Estepa subarbustiva con arbustos bajos como quilembai, Troncosoa seriphioides y Nassauvia ulicina, endémica de la Patagonia.

## Fauna
- Aves: entre otras se encuentran ejemplares de choique, chimango, martineta común o perdiz copetona, águila mora, comesebo patagónico, entre otros.
- Mamíferos: hay especies de guanaco, zorro gris, peludo, hurón menor, tucu-tucu y cuis chico entre otros.

## Galería

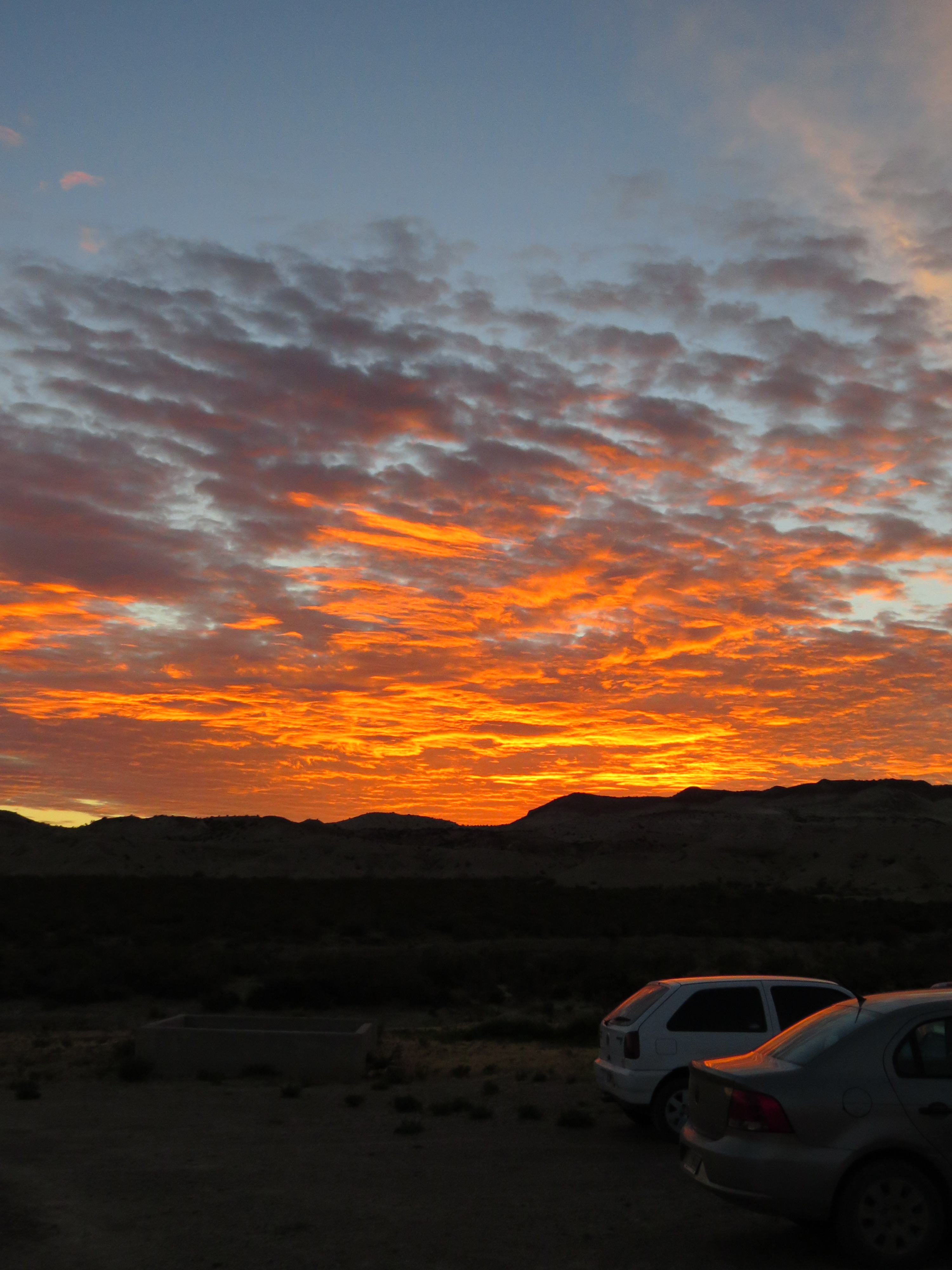
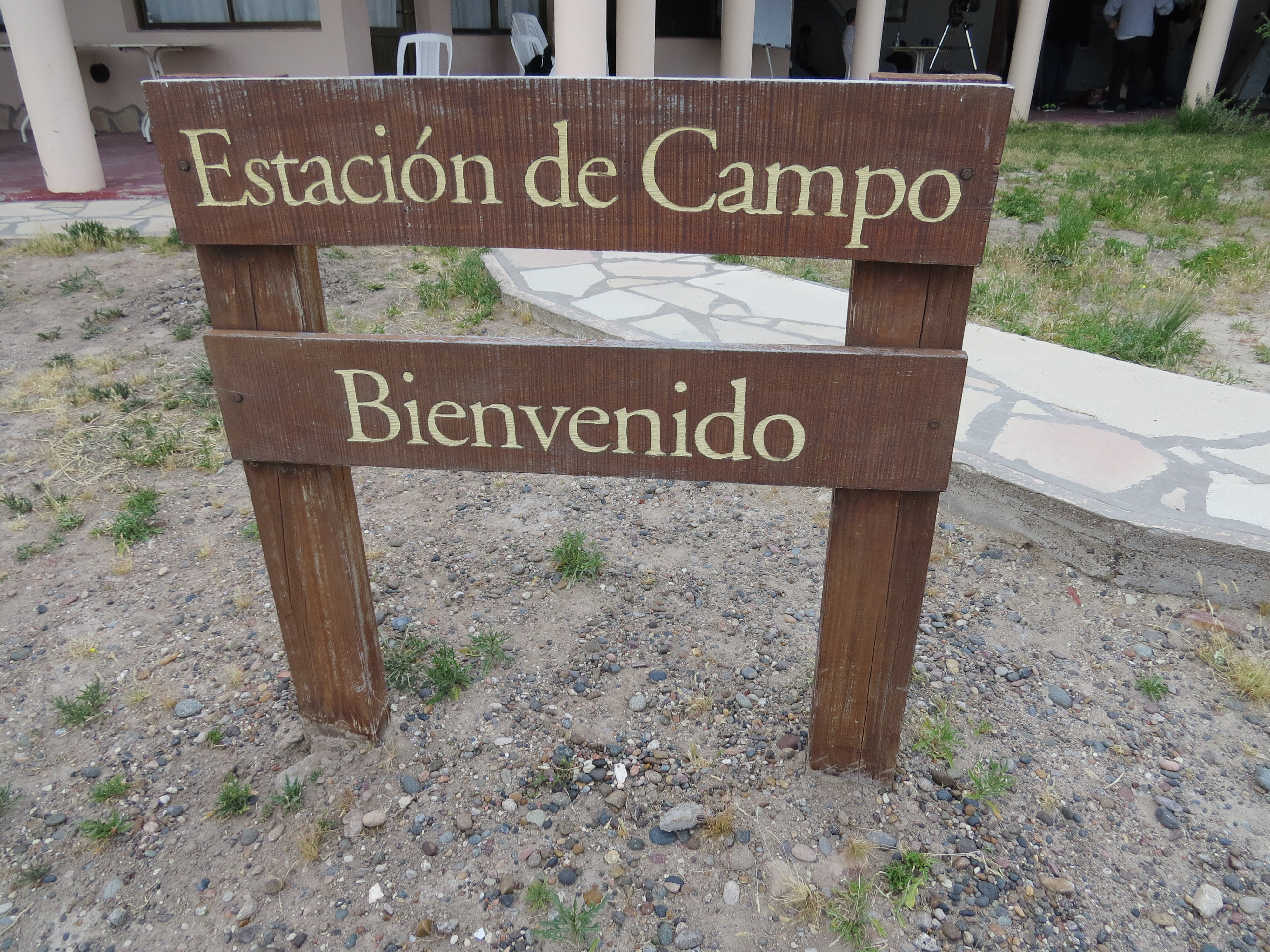
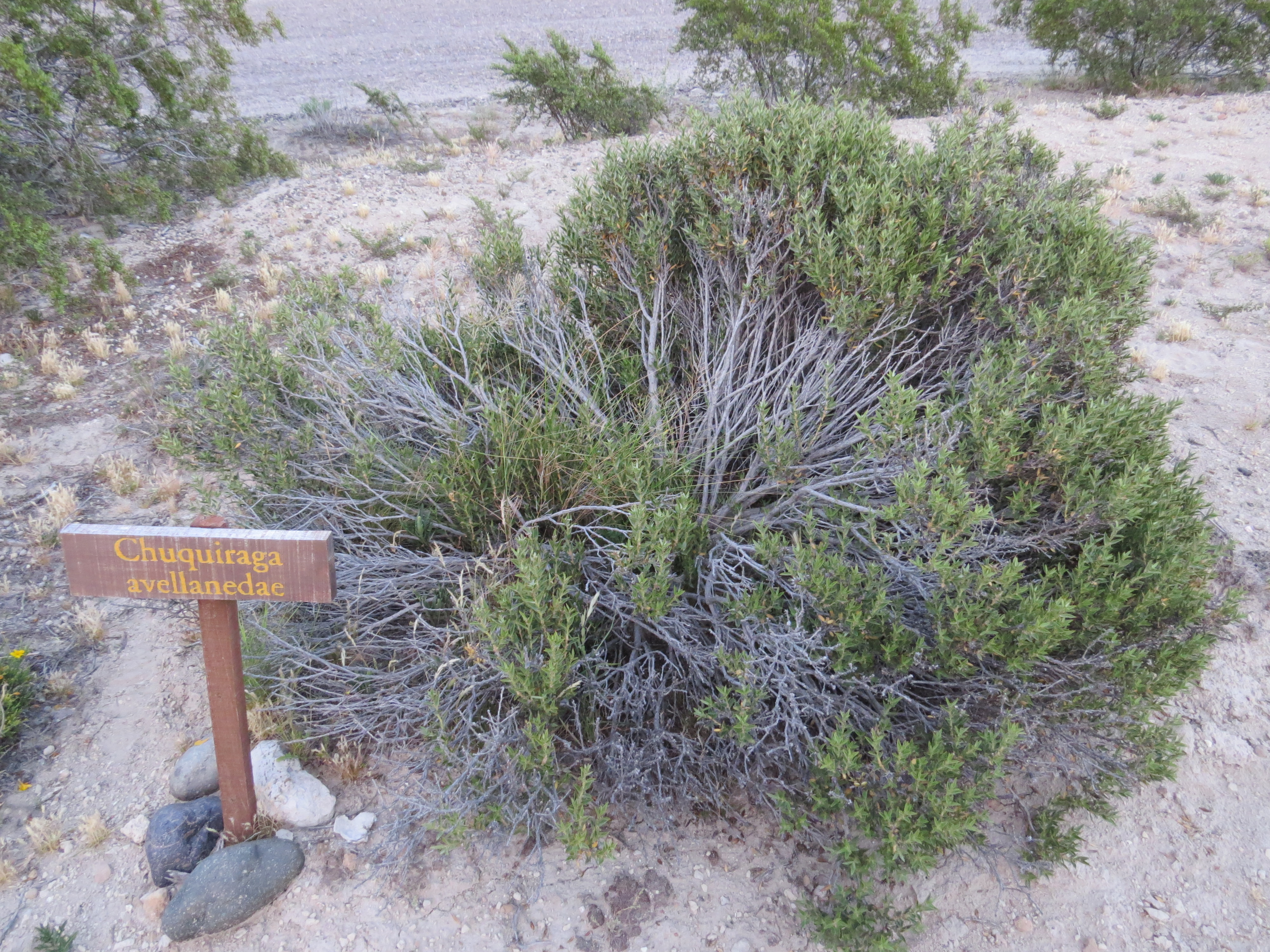
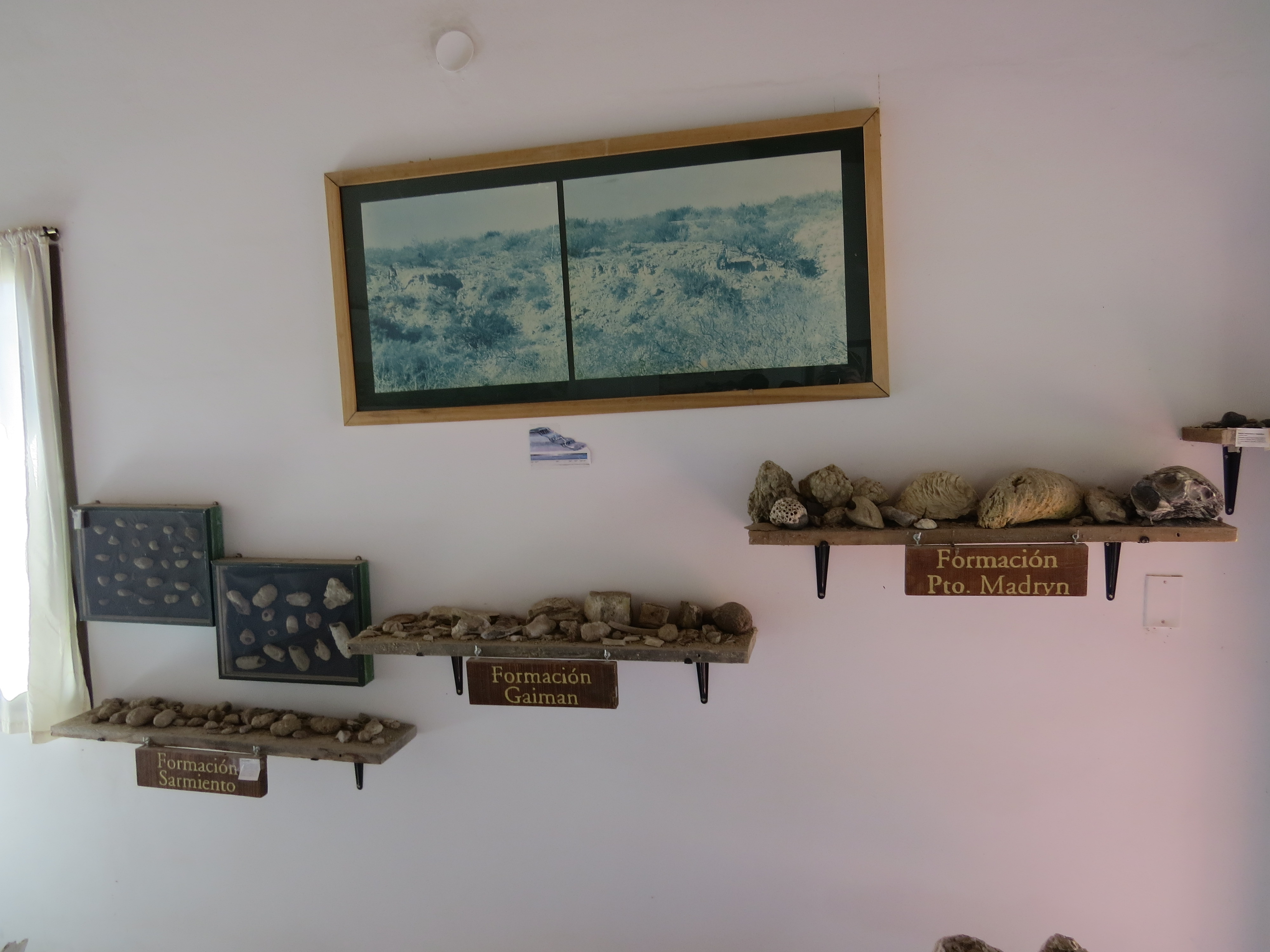
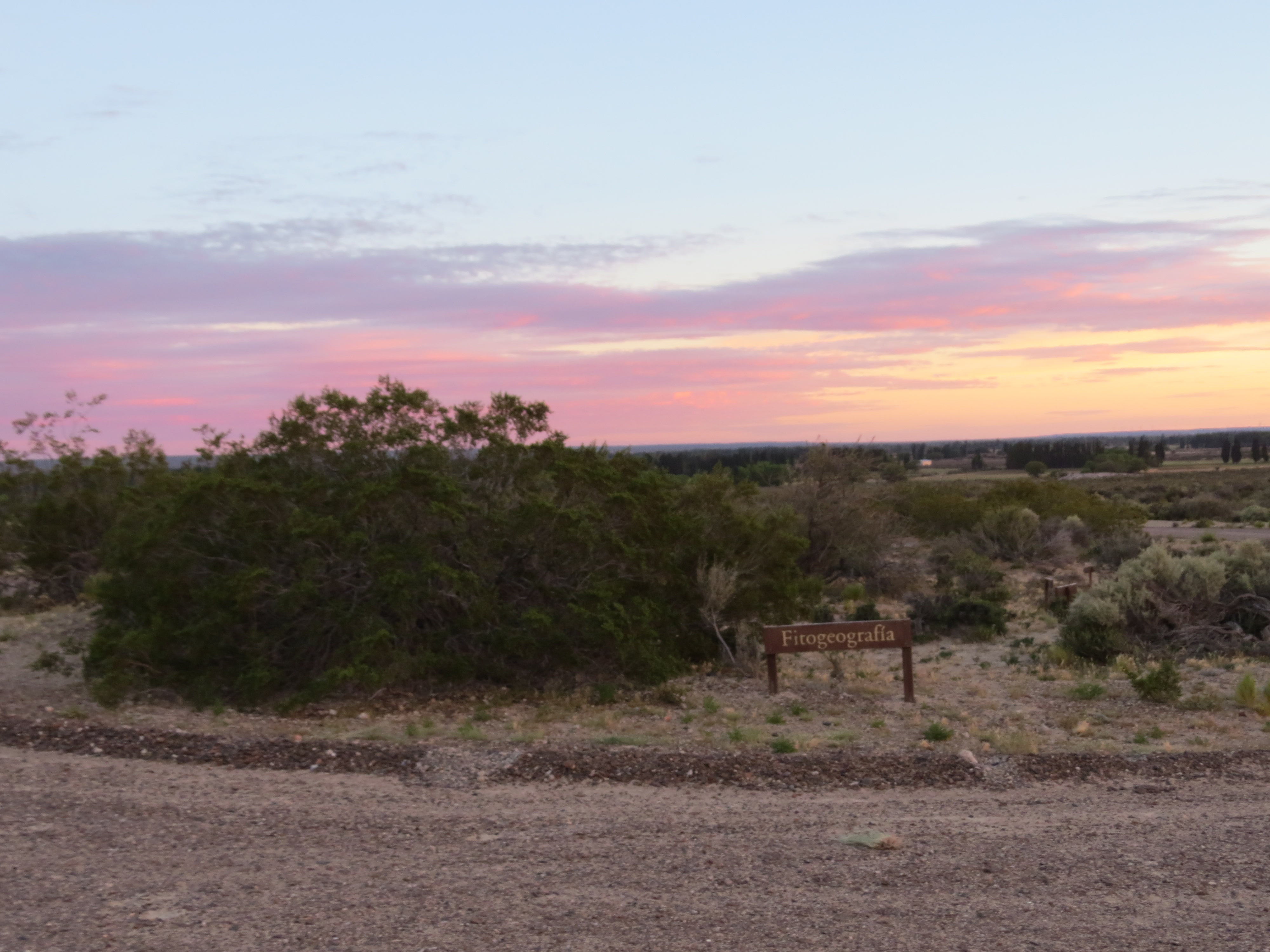
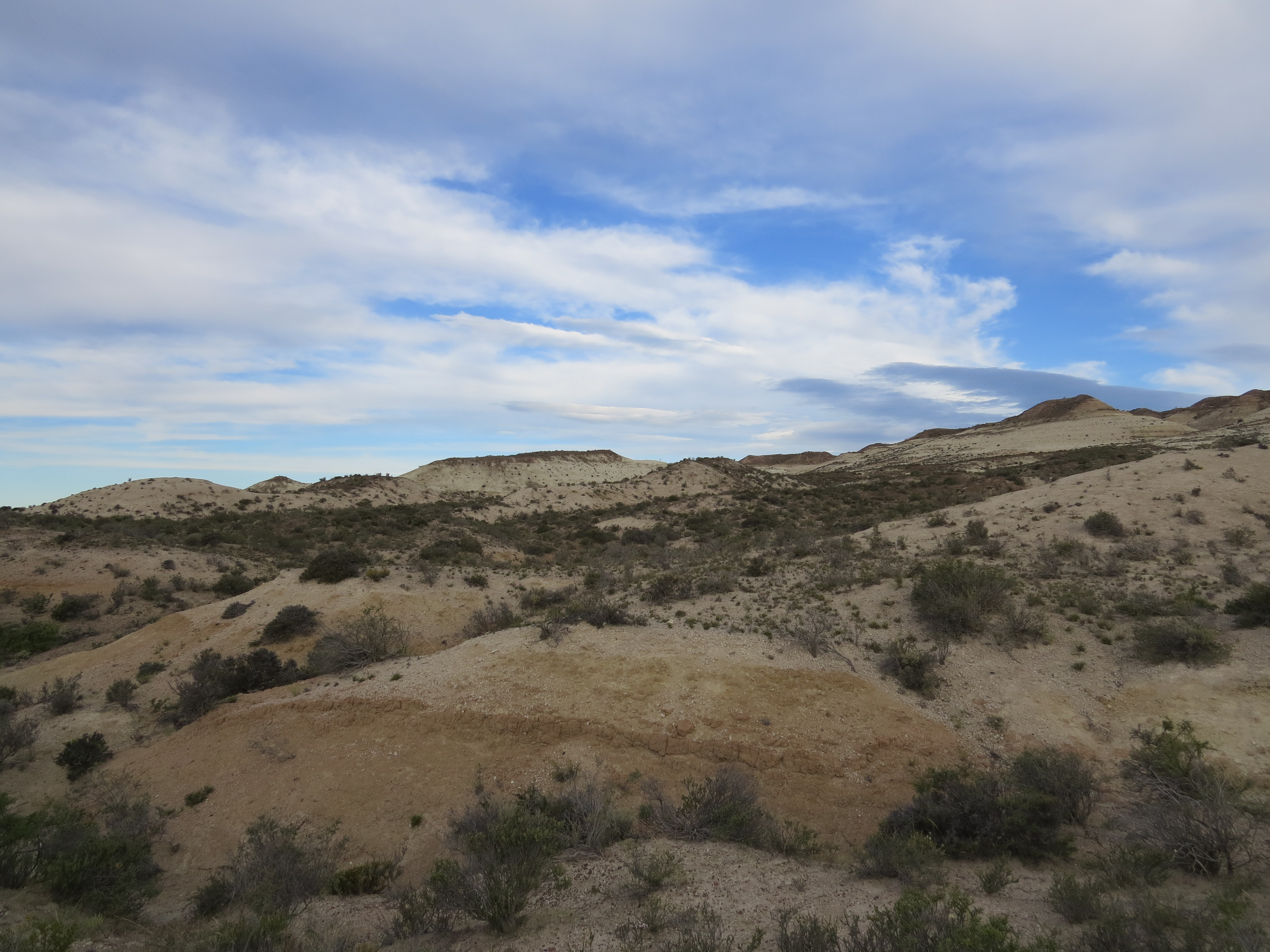
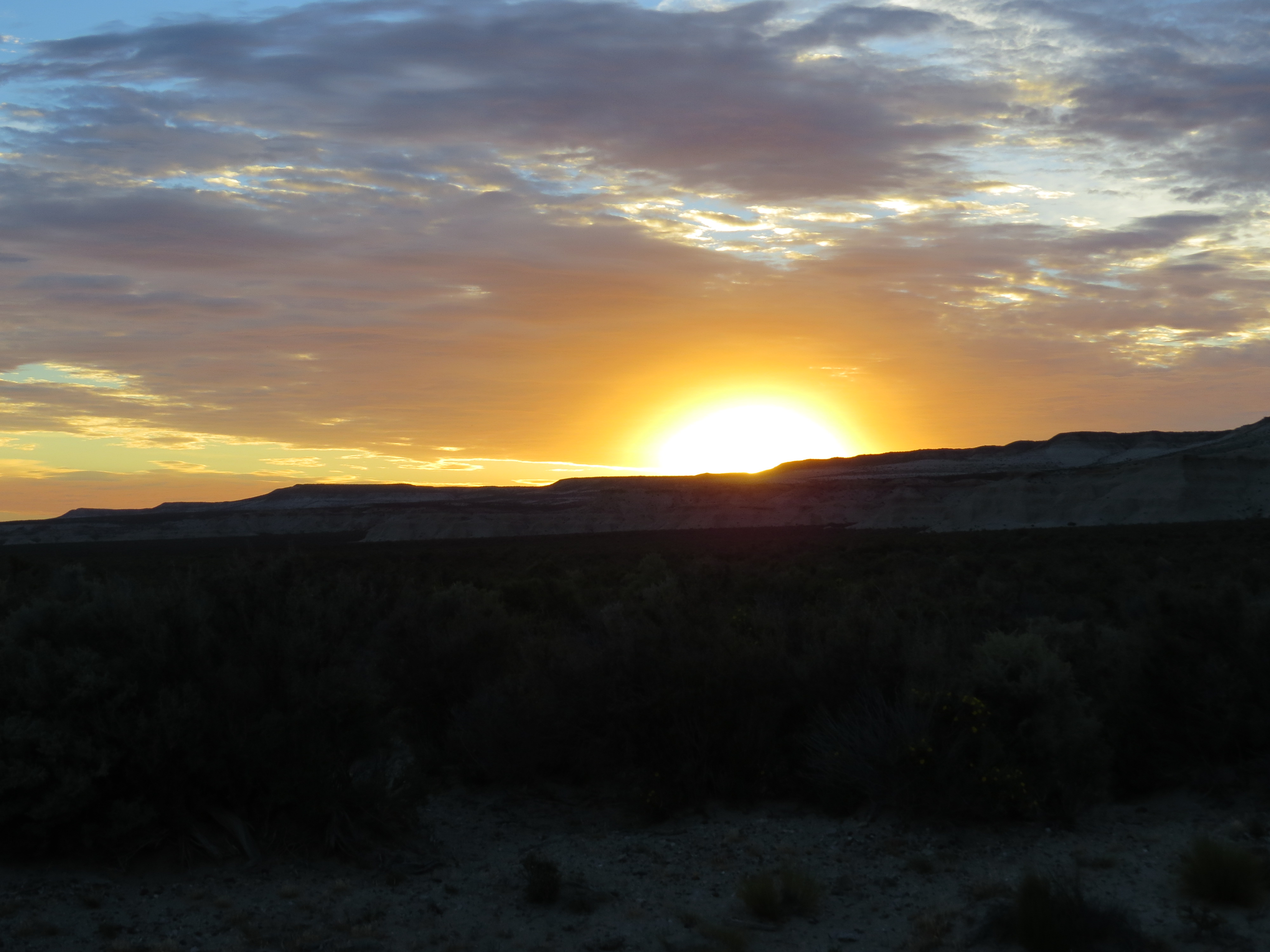
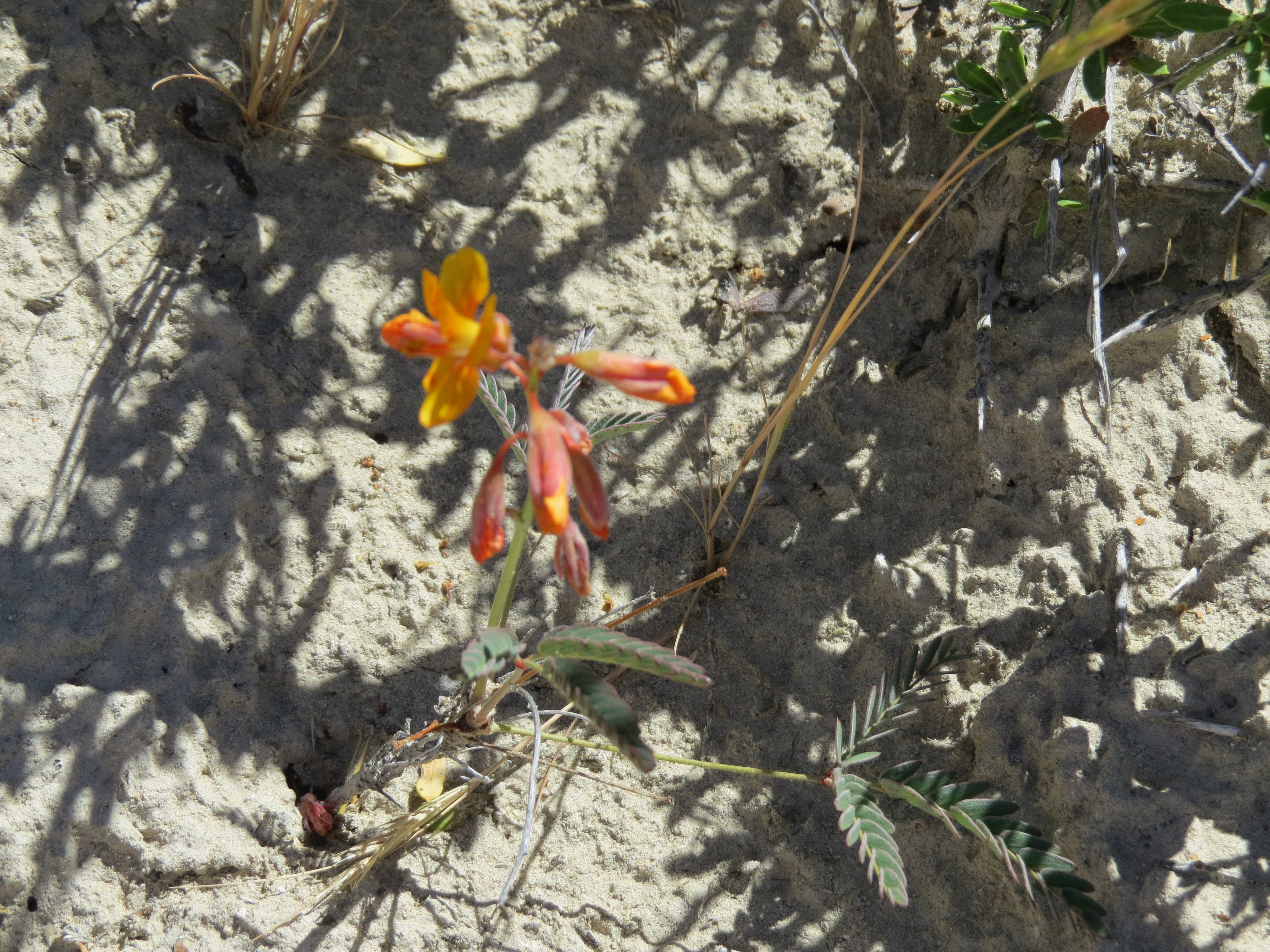
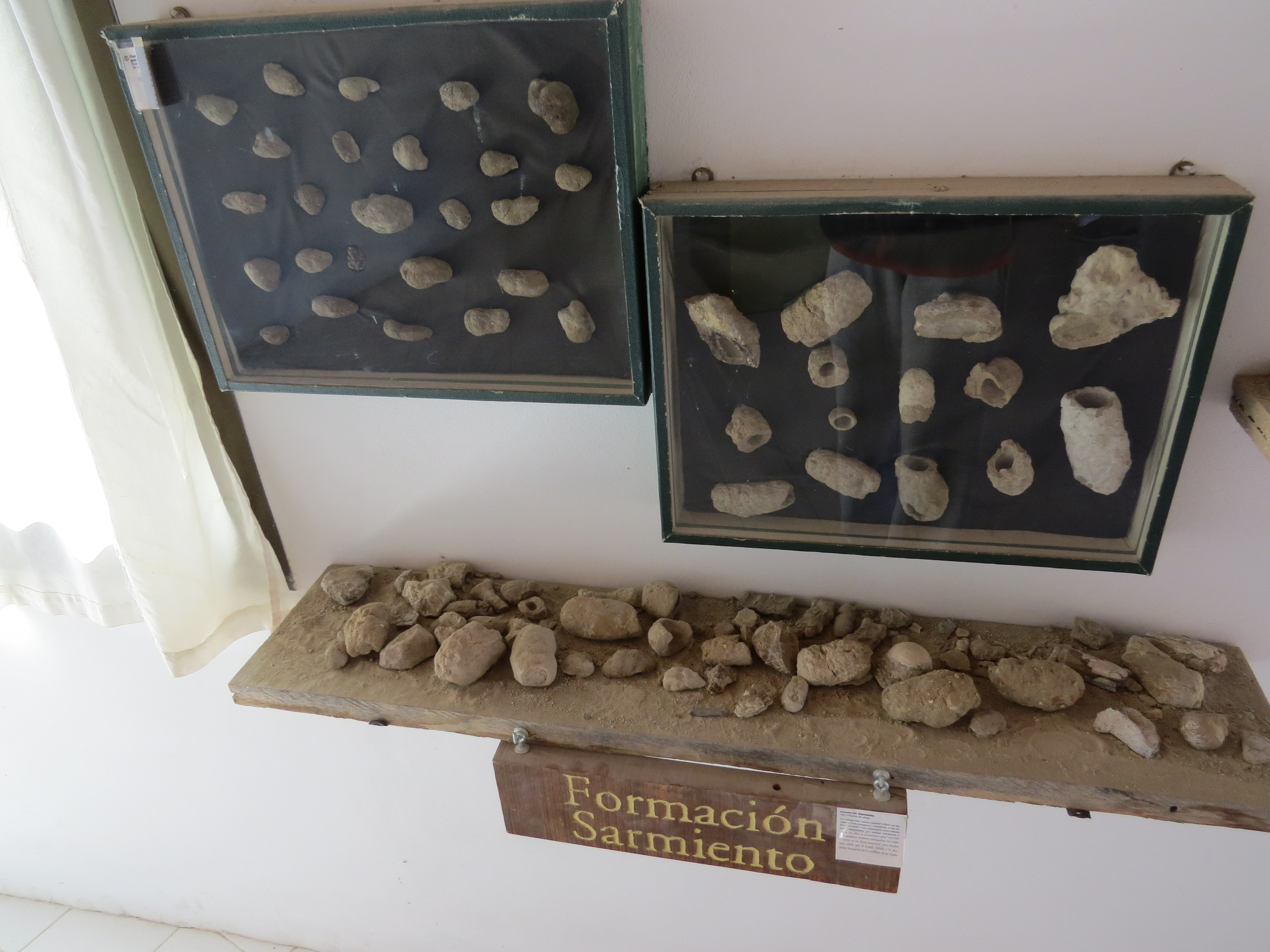
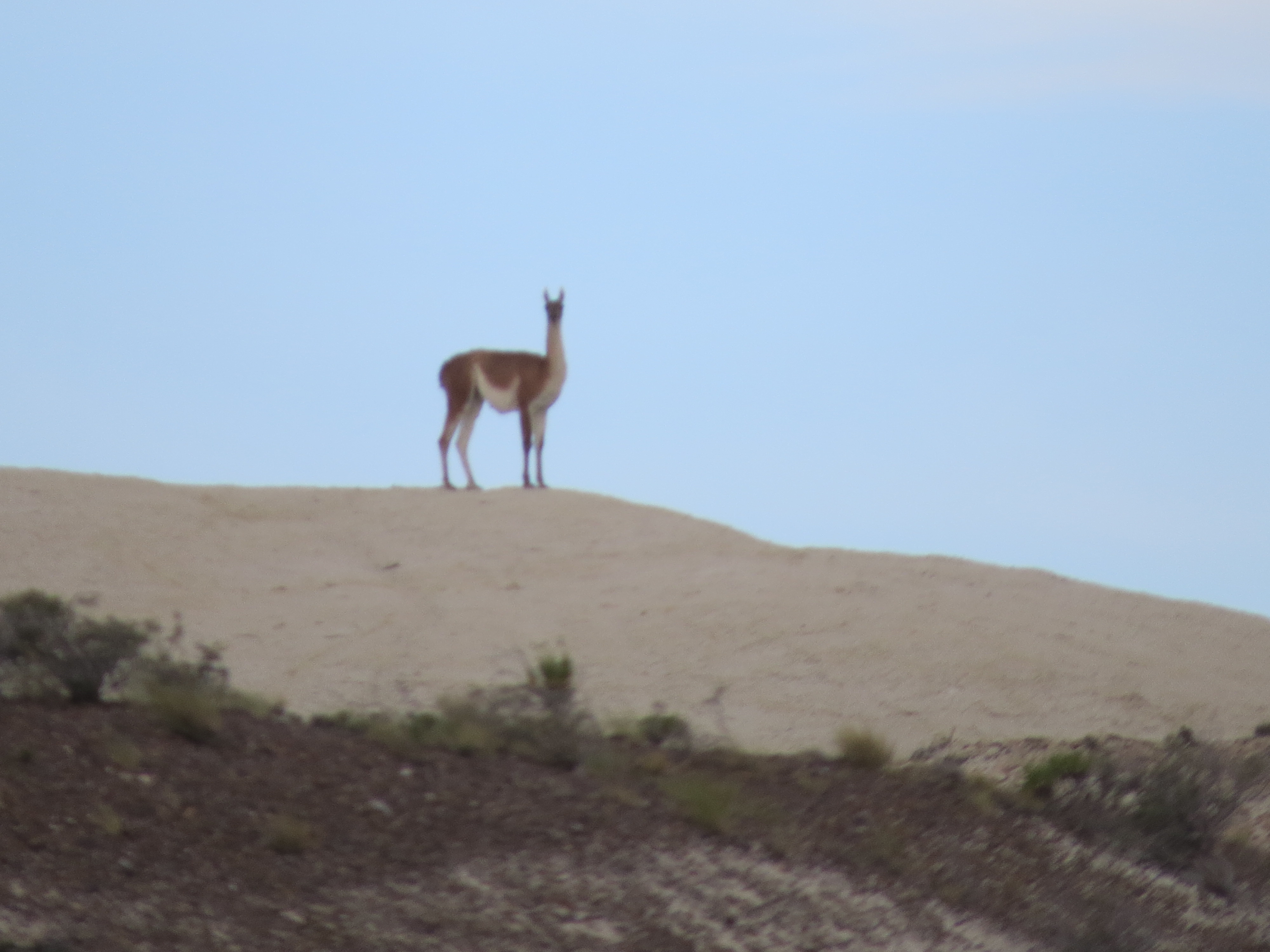
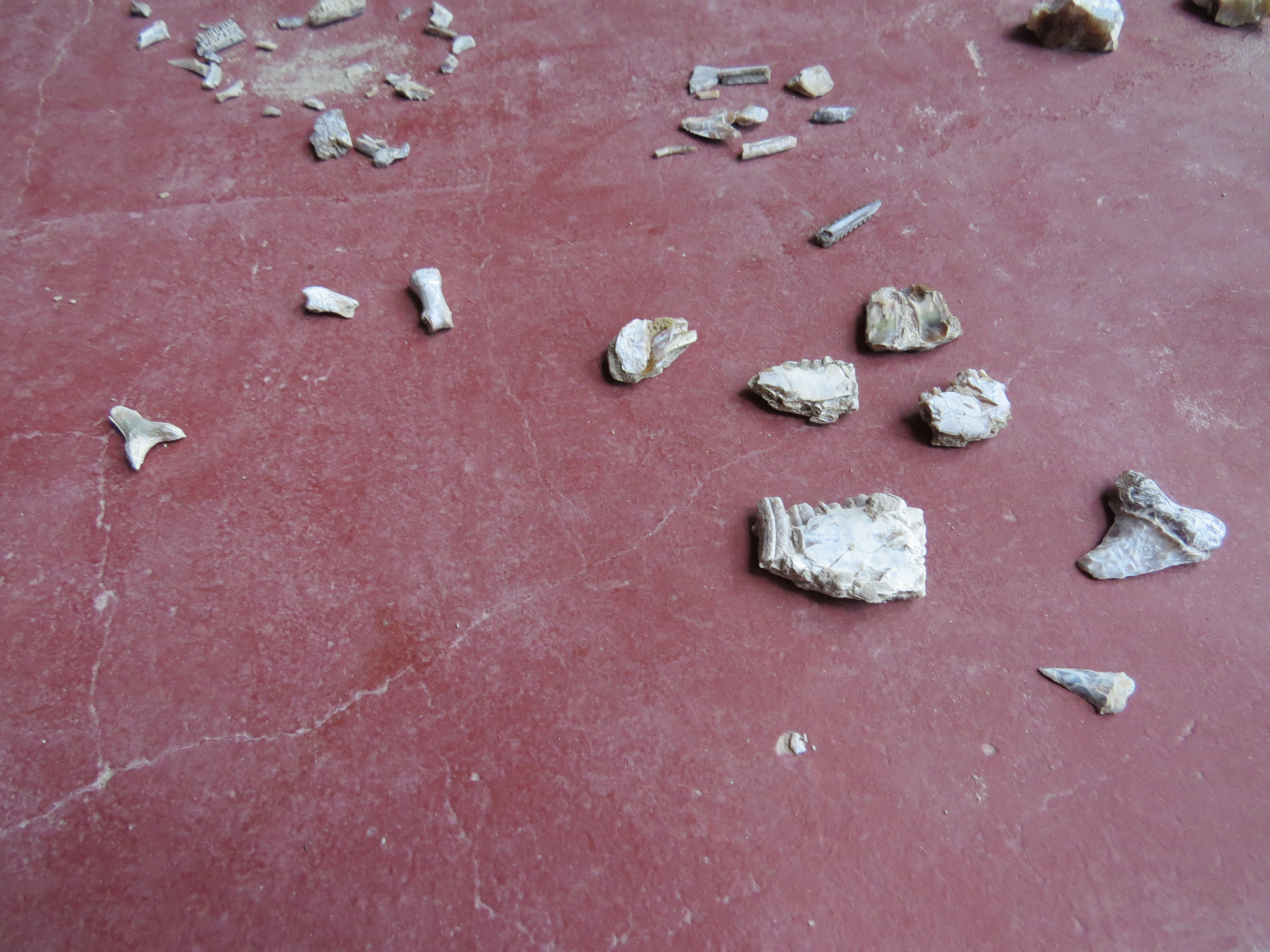
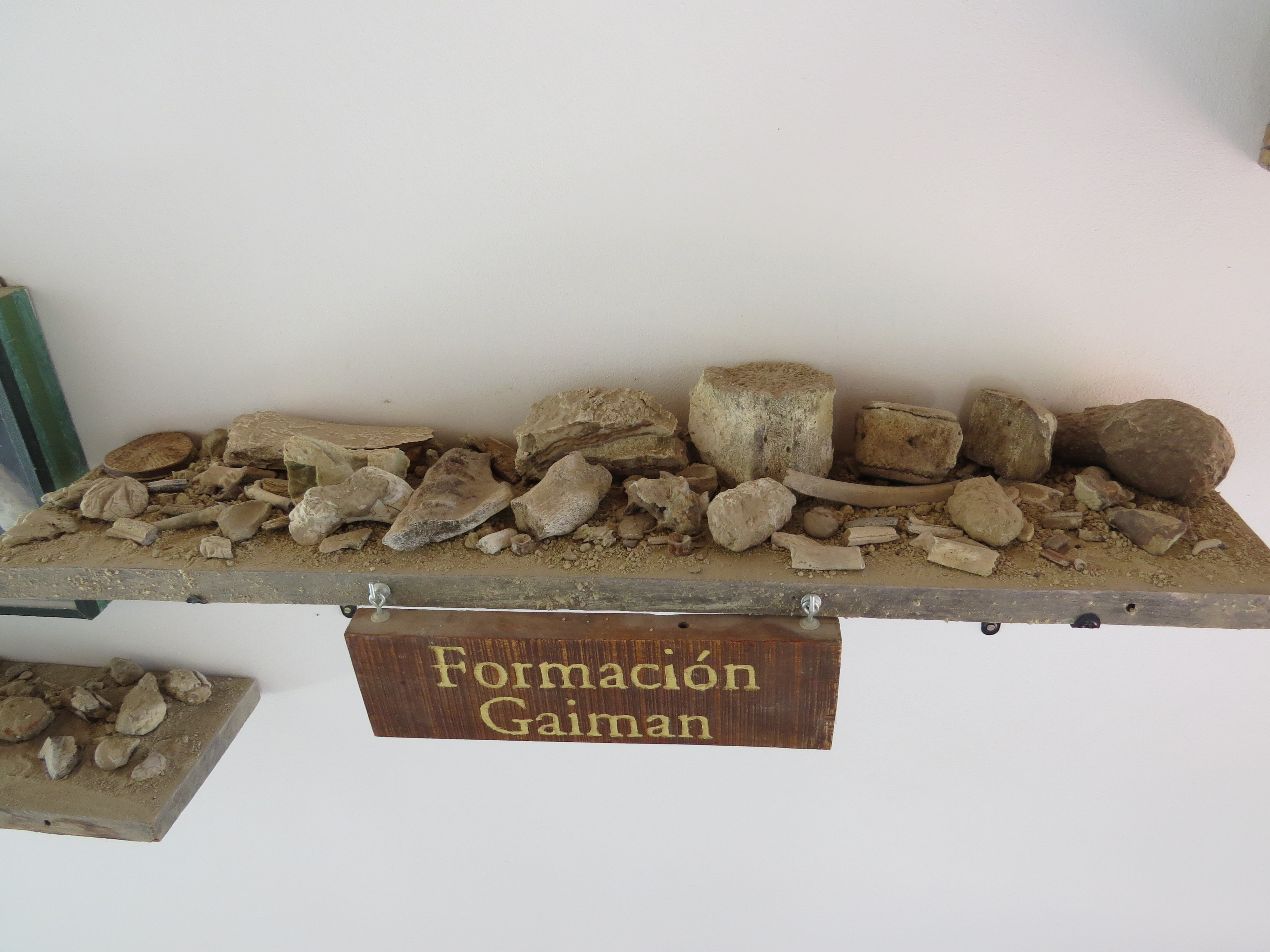